# Loi de Hlothhere et Eadric

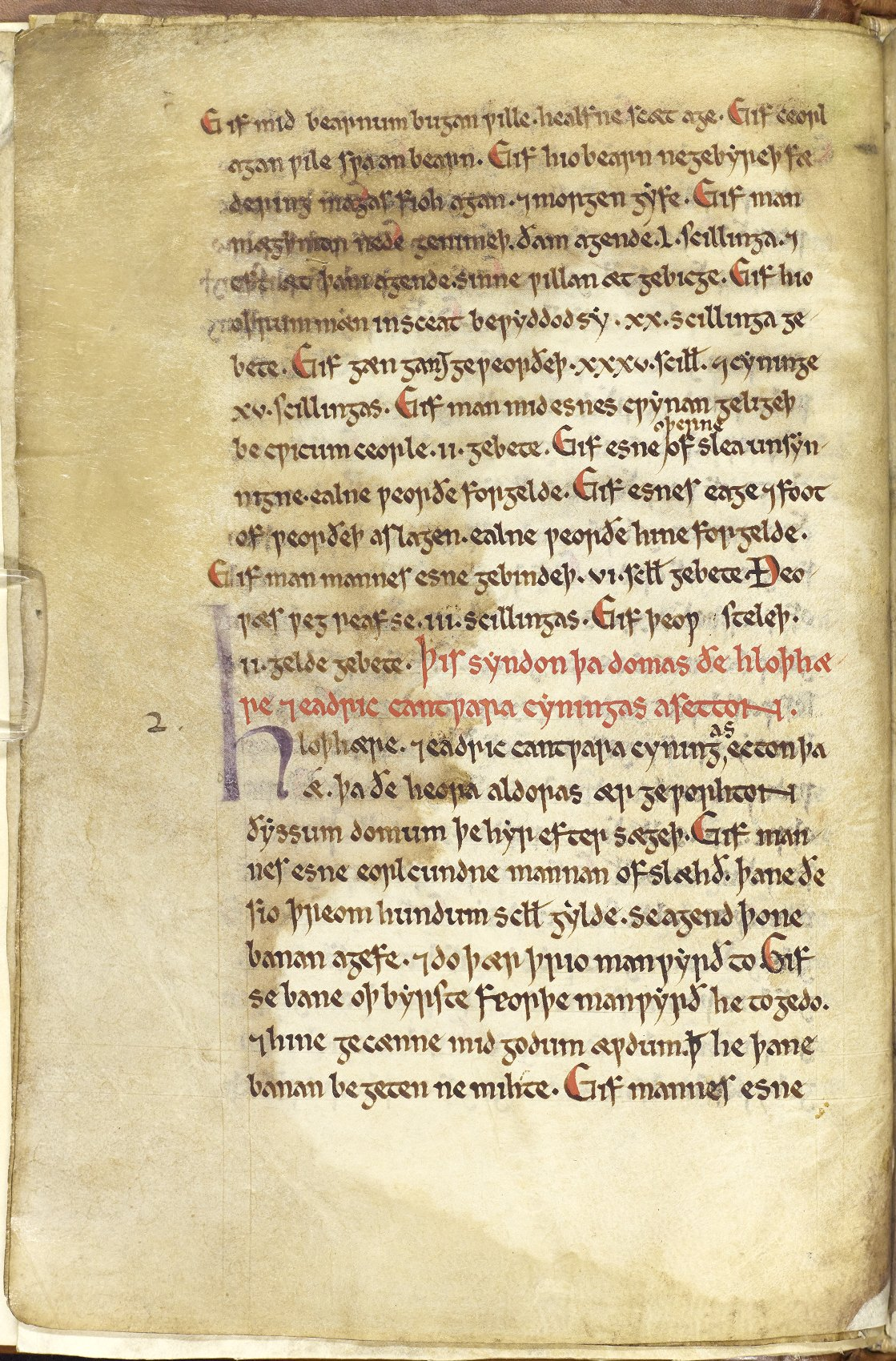
La loi de Hlothhere et Eadric commence au milieu du folio 3v du Textus Roffensis.

La loi de Hlothhere et Eadric est un code juridique anglo-saxon attribué à deux rois du Kent de la deuxième moitié du VIIe siècle : Hlothhere et son neveu Eadric. Son texte est préservé dans le Textus Roffensis, un manuscrit compilé au XIIe siècle. Il est rédigé dans un langage moins archaïque que les deux autres codes juridiques émis par des rois du Kent figurant dans ce même manuscrit, la loi d'Æthelberht (en) (début du VIIe siècle) et la loi de Wihtred (en) (début du VIIIe siècle). Il ne contient aucune provision d'ordre religieux, mais offre en revanche des informations détaillées sur les procédures légales en vigueur.

## Contexte
L'unique version connue de ce texte occupe les folios 3v à 5r du Textus Roffensis,. La rubrique qui le précède et son prologue l'attribuent explicitement aux rois du Kent Hlothhere et Eadric, le premier ayant régné de 673 à 685 et le second de 685 à 686,. Il est possible qu'Eadric ait régné conjointement avec son oncle Hlothhere avant 685, à moins qu'il ne se soit contenté de reprendre des lois déjà promulguées par lui auparavant.
Le Textus Roffensis est une compilation de documents historiques et juridiques de la période anglo-saxonne produite à la cathédrale de Rochester à l'époque d'Ernulf, évêque de Rochester de 1114 à 1124. La loi de Hlothhere et Eadric y figure après la loi d'Æthelberht (en), attribuée au roi Æthelberht (mort en 616), et avant la loi de Wihtred (en), attribuée au roi Wihtred (mort en 725). Elle s'en distingue par son langage, qui est moins archaïque que celui des deux autres. Il est possible qu'elle ait connu une « mise à jour » stylistique au cours de sa transmission, ce qui pourrait refléter une popularité supérieure aux lois d'Æthelberht et Wihtred, à moins qu'il ne s'agisse que d'un accident de transmission : il est possible que ces dernières aient aussi connu des « mises à jour » mais que le scribe du Textus Roffensis n'y ait pas eu accès.

## Contenu
La loi de Hlothhere et Eadric se compose d'une série de domas (« décrets »). Elle s'intéresse davantage aux questions de procédure que les deux autres codes kentiques. Dans son édition de 1922, Frederick Attenborough (en) le décompose en 15 sections, un nombre ramené à 11 dans l'édition produite en 2002 par Lisi Oliver. Ces sections ne sont pas organisées en fonction du rang social des individus lésés, comme c'est le cas dans la loi d'Æthelberht, mais plutôt en fonction du délit commis :
- 1. Indemnité pour le meurtre d'un noble par un serviteur
- 2. Indemnité pour le meurtre d'un homme libre par un serviteur
- 3. Accusations de vol et compurgation de l'accusé
- 4. Clause concernant la famille d'un homme libre décédé (garde maternelle et assignation d'un tuteur choisi dans la famille paternelle jusqu'aux 10 ans de l'enfant)
- 5. Gestion des biens volés
- 6. Comment porter plainte : accusation, caution et serments
- 7-9. Amendes pour insultes et trouble de l'ordre public
- 10. Hospitalité et responsabilité de l'hôte vis-à-vis de ses invités étrangers
- 11. Acquisition de biens à Londres (Lundenwic)

Ce code juridique, et tout particulièrement sa section no 6, est une source fondamentale pour le déroulement des procédures d'arbitrage anglo-saxonnes. Il explique qu'une personne accusée doit s'engager sous serment à respecter la décision d'un juge sous peine de devoir payer une amende de 12 shillings. Accusateur et accusé doivent se mettre d'accord sur un arbitre. Une fois la sentence délivrée, celui qui a été condamné doit accepter les termes de l'autre ou déclarer son innocence sous serment. Si l'accusé refuse de coopérer, il est passible d'une amende de 100 shillings (soit le wergeld d'un homme libre) et ne peut plus déclarer son innocence sous serment à l'avenir.
La dernière section du code prouve que la ville de Londres est sous le contrôle du royaume du Kent à la fin du VIIe siècle. Elle indique que tout homme du Kent souhaitant acheter une propriété à Londres doit le faire en présence de deux ou trois hommes libres de bonne réputation, ou bien devant le portreeve (en) wicgerefan du roi.